# Beaumesnil (Calvados)
Beaumesnil ist eine französische Gemeinde mit 207 Einwohnern (Stand: 1. Januar 2022) im Département Calvados in der Region Normandie. Sie gehört zum Arrondissement Vire und zum Kanton Vire Normandie. Die Einwohner werden als Beaumesniliens bezeichnet.

## Geografie
Beaumesnil liegt rund 60 km südwestlich von Caen. Umgeben wird die Gemeinde von Landelles-et-Coupigny in gesamter westlicher und nördlicher Richtung, Souleuvre en Bocage im Nordosten, Campagnolles im Osten und Südosten sowie Le Mesnil-Robert im Süden.

## Bevölkerungsentwicklung
| Jahr                             | 1793 | 1836 | 1876 | 1926 | 1946 | 1968 | 1990 | 2016 |
| Einwohner                        | 415  | 345  | 389  | 257  | 245  | 201  | 177  | 202  |
| Quelle: Cassini, EHESS und INSEE |      |      |      |      |      |      |      |      |

## Sehenswürdigkeiten
- Kirche Saint-Étienne aus dem 13. Jahrhundert, seit 1964 Monument historique;[3] eine Skulptur des hl. Christophorus im Inneren ist seit 1911 gesondert als Monument historique gelistet[4]